# Aleiodes aquaedulcensis
Aleiodes aquaedulcensis är en stekelart som beskrevs av Fortier 2006. Aleiodes aquaedulcensis ingår i släktet Aleiodes och familjen bracksteklar. Inga underarter finns listade i Catalogue of Life.